# Sint-Adriaansabdij
De Sint-Adriaansabdij van Geraardsbergen is een voormalige benedictijnenabdij. Enkel de poort, de abdijvleugel met prelaatskwartier, een zuidelijke stalvleugel en de restanten van een ijskelder zijn van de abdij overgebleven. De abdijgebouwen worden omgeven door het Abdijpark, dat tussen 2019 en 2021 heringericht werd .

## Geschiedenis
In 1096 werd de abdij van Sint-Pieter te Dikkelvenne op verzoek van de graaf van Vlaanderen Robrecht II van Jeruzalem overgeplaatst naar Geraardsbergen. In 1110 verkreeg de abdij een aantal relieken van de Heilige Adrianus, waardoor ze uitgroeide tot een belangrijk bedevaartsoord. De naam van de abdij werd in 1175 daarom ook gewijzigd in Sint-Adriaansabdij.
De abdij kende de volgende eeuwen een grote bloei en een uitgebreid abdijcomplex werd opgebouwd. In 1373 werd een kruiskerk opgericht met omringend kerkhof; verder bevonden zich op het terrein een brouwerij, een binnenplaats, een U-vormig kloosterpand, een abdijvleugel met prelaatskwartier, een aantal stallingen en bergplaatsen. Op 1 mei 1404 overnachtte de rouwstoet voor Filips de Stoute in de abdij. In 1629 werd binnen de abdij een Latijnse School opgericht door abt Martinus Lebrun (abt van 1624 tot 1656).
De gebouwen werden in 1794 tijdens de Franse Omwenteling in beslag genomen en in 1797 openbaar verkocht. De kerk en kloostervleugel werden vervolgens gesloopt. De resterende gebouwen en het park werden vanaf 1839 omgebouwd tot waterkuuroord. Vervolgens is het domein bij erfenis eigendom geworden van de stad Geraardsbergen, op voorwaarde dat die er een museum en openbaar park van zou maken.

## Gebouwen
De drie resterende gebouwen zijn de abdijvleugel (het 'abtenhuis'), het poortgebouw aan de Abdijstraat, en een stalvleugel ('koetsenhuis'). Het abtenhuis werd oorspronkelijk gebouwd in 1506, en vervolgens na een brand opnieuw opgebouwd en vergroot in 1629. Het gebouw is in de 18de eeuw voorzien van rococo-stucwerk.
De eerste verdieping van het abtenhuis is vrij intact bewaard gebleven en is een museum met meubels en privécollectie van de familie Guillemin, van wie de stad Geraardsbergen het domein erfde. Er is ook een reconstructie van de vroegere abdijkeuken te zien. In de jaren 1980 is op de tweede verdieping een Chantillykant-museum, tabaksmuseum, pijpenkabinet en lucifersmuseum ingericht; Geraardsbergen kende een belangrijke nijverheid van deze producten. Op het gelijkvloers bevindt zich een restaurant.
De ijskelder naast het koetsenhuis is een vleermuizenreservaat.
De Sint-Adriaansabdij is vastgesteld als bouwkundig erfgoed. Vanaf 2021 werd het abtenhuis gerestaureerd .

## Afbeeldingen

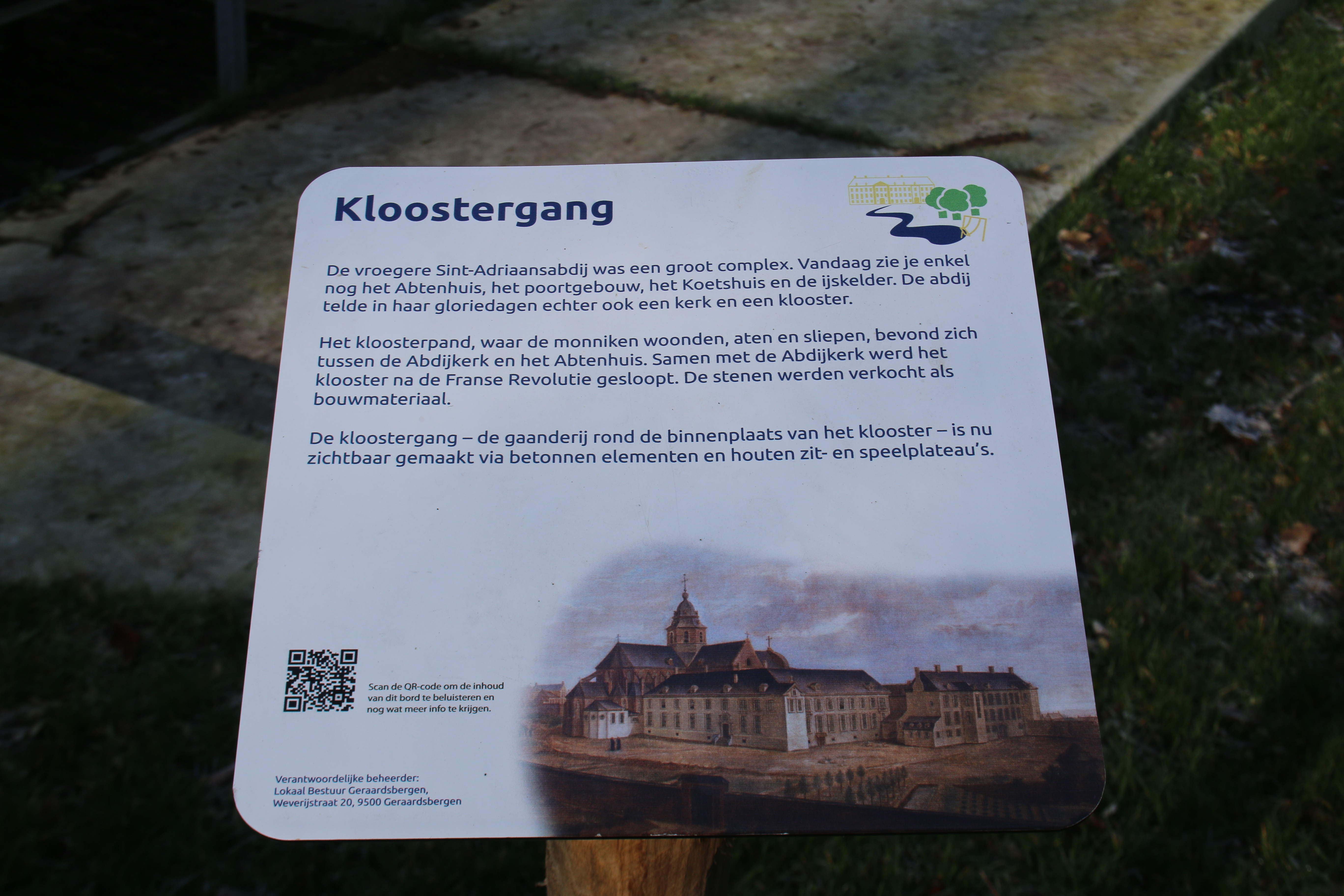
Kloostergang
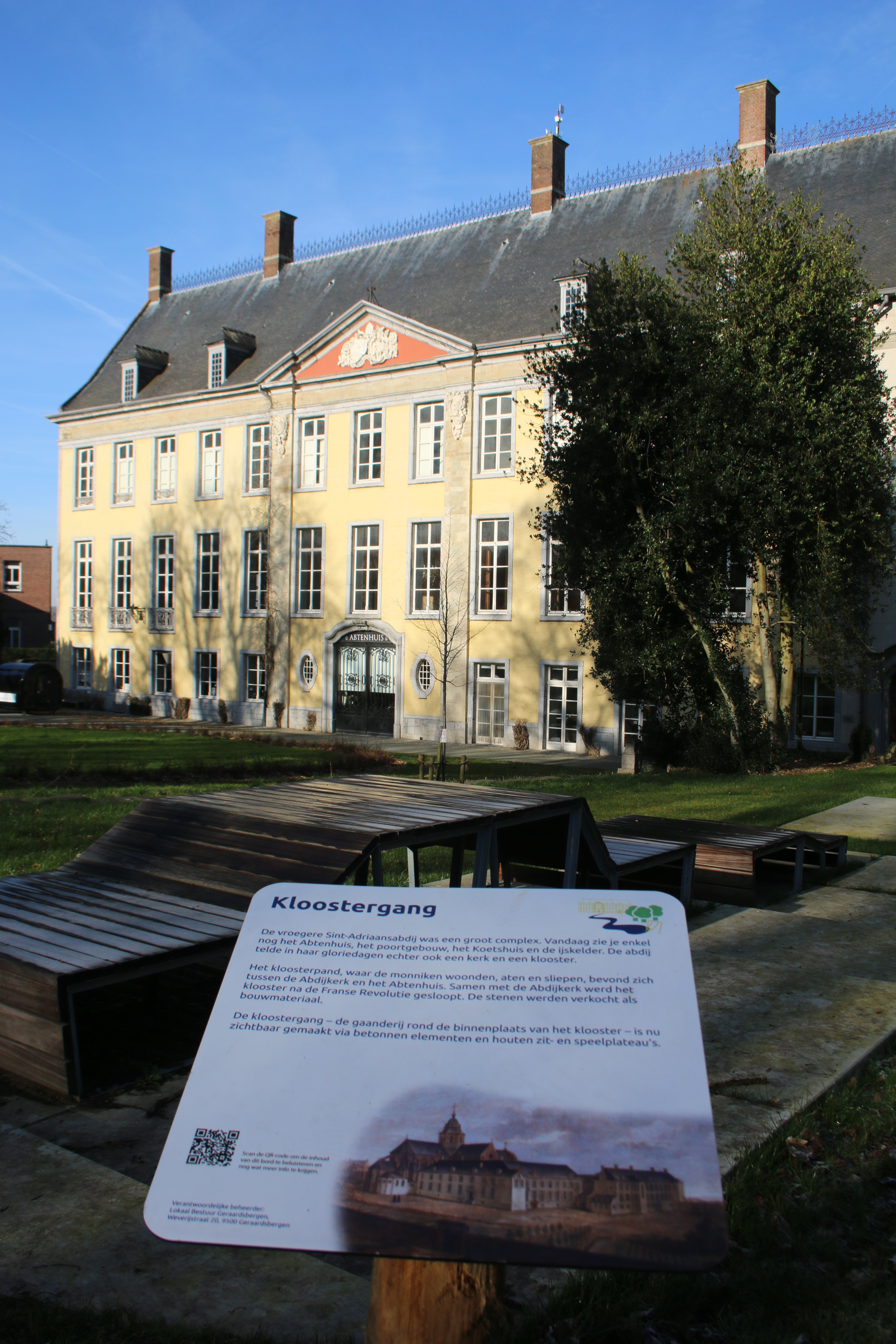
Kloostergang-infobord en Abtenhuis
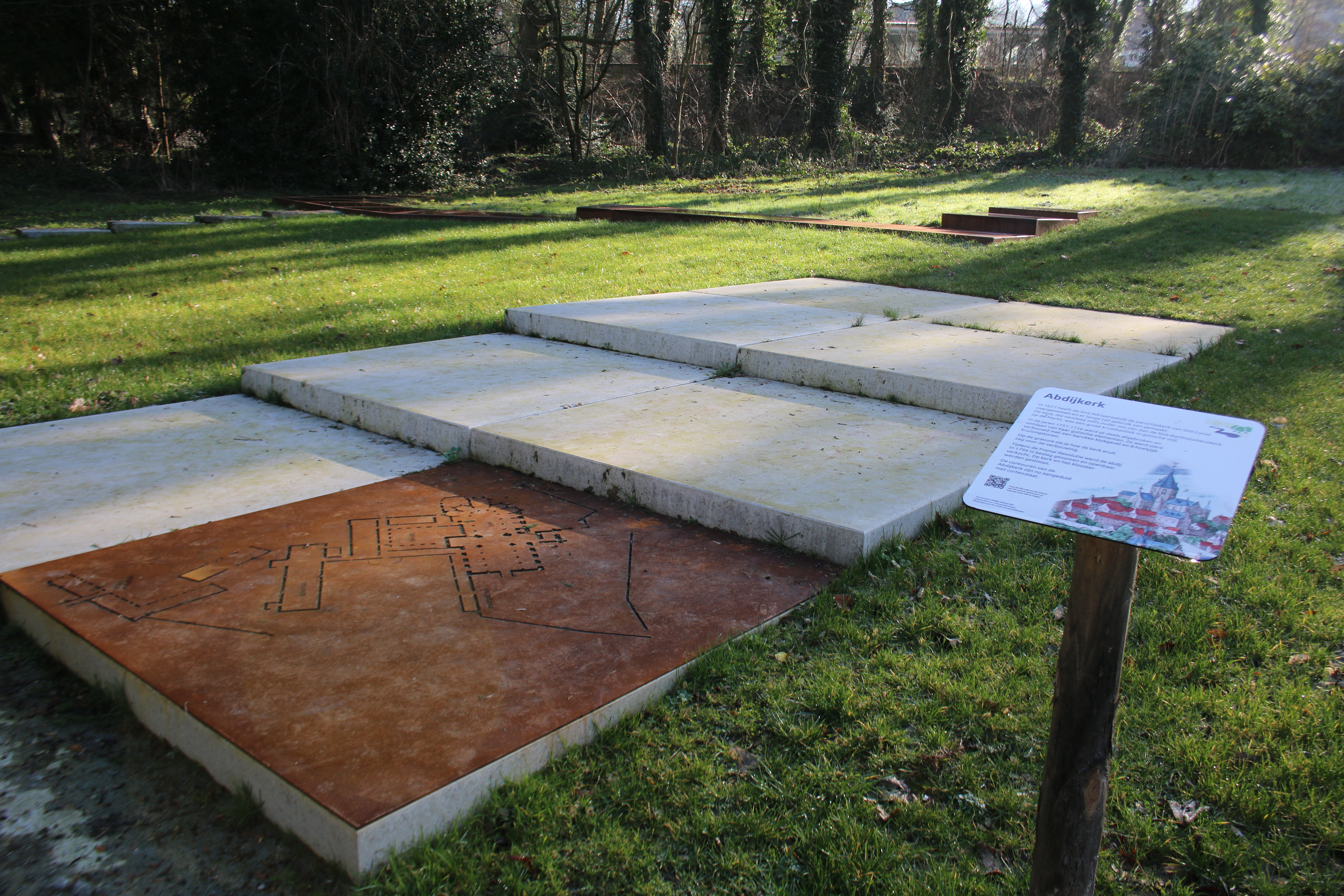
Abdijkerk
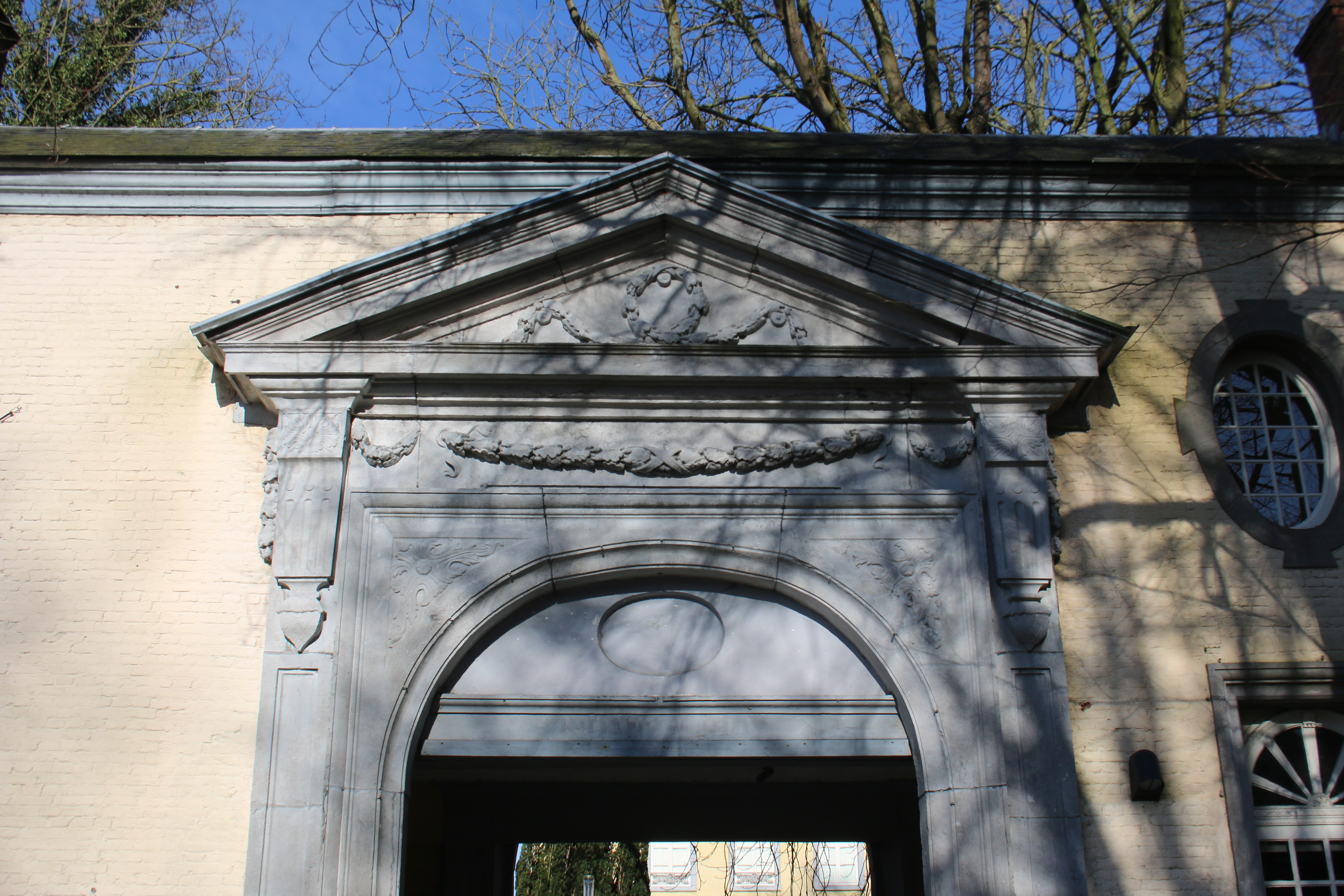
Poortgebouw
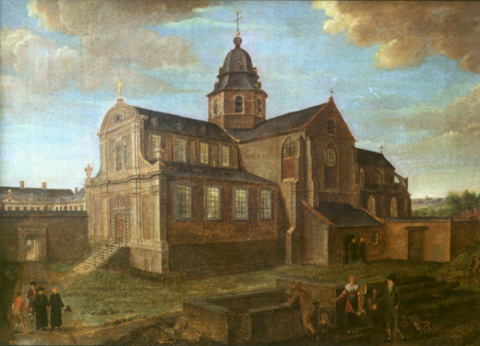
Kerk van de Sint-Adriaansabdij, Petrus Canivé, 1799
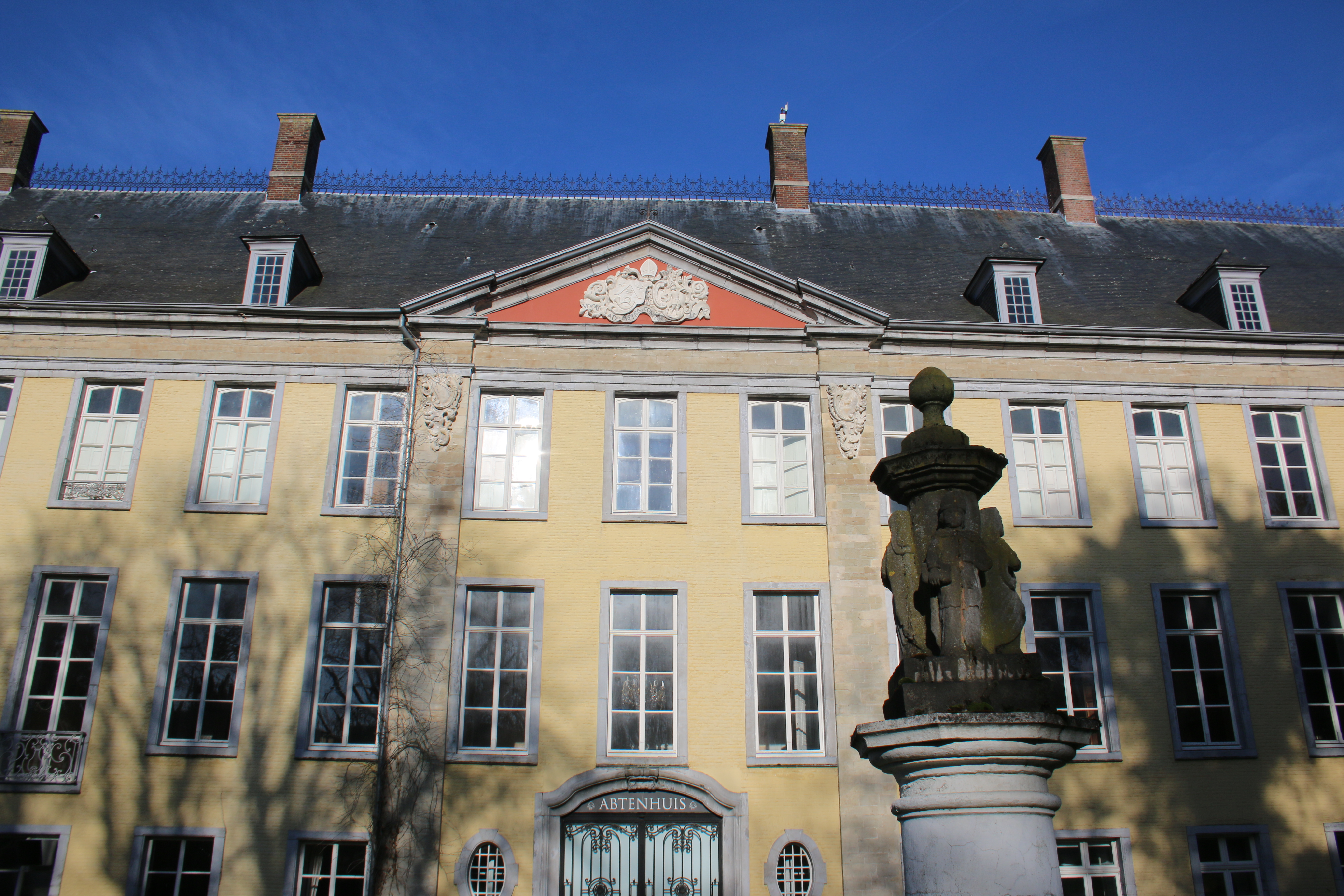
Het abtenhuis

## Publicaties
- Geert Van Bockstaele, Freddy De Chou (1981). De St.-Adriaansabdij: 900 jaar te Geraardsbergen, 1250 jaar in het land van Aalst: bijdrage tot de geschiedenis van het Benedictijns monachisme in Vlaanderen.
- Geert Van Bockstaele (1996). De Sint-Adriaansabdij te Geraardsbergen: stichtingsproblematiek (11e eeuw), abt Ruffault en zijn statuten (16e eeuw), de pelgrimstekens van de H. Adriaan (15e-16e eeuw). ISBN 9789080298118.
- Geert Van Bockstaele (2002). Het cultureel erfgoed van de Sint-Adriaansabdij van Geraardsbergen in woord en beeld: 1096-2002. ISBN 9789080201866.